# Centurion 32
Le Centurion 32 est un voilier de plaisance construit par le chantier naval Wauquier entre 1968 et 1977. Il a été produit à 380 exemplaires.
Michel Malinosky gagna la course de l’Aurore (l’actuelle solitaire du Figaro) en 1971 avec un Centurion 32.
Le Centurion 32 est très recherché sur le marché de l'occasion car c'est un voilier solide et bon marcheur.